# 대영마을버스
대영마을버스(大永-)는 서울특별시의 마을버스 회사이다. 사무실은 영등포구 당산동4가 88-1 당산현대아파트 상가 301호에 있다. 계열사로는 서울특별시 금천구 관내 마을버스 회사인 대상운수와 같은 영등포구 관내 마을버스 회사인 대림운수가 있으며 전 차량이 BYD eBus-9, 자일대우 NEW BS090으로 운행한다.

## 회사 소개
1990년대 후반에 설립하였다. 당산동 지역을 주로 운행하는 마을버스 회사로서 3개의 노선을 보유하고 있으며, 당산역 일대와 영등포역의 연계역할을 수행하고 있다.

## 운행 노선
- ● 영등포03번: 당산현대아파트 - 당서초등학교 - 당산역(삼성래미안, 효성아파트) - 당산중학교, 한국화학시험연구원 - 충북미래관(충북학사) - 남부교육청 - 한강성심병원 - 보현의집, 명화극장 - 영등포역/시장 (구 영등포마을 16-6번)
- ● 영등포05번: 당산역 - 당산현대아파트 - 코스트코 - 양평 - LG전자 - 문래역 → 영일시장 → 타임스퀘어 → 영등포역 → 구로세무서 → 남성아파트 → 문래LG자이 → 문래동 주민센터 → 문래역 (이하 역순) (구 영등포마을 16-5번)
- ● 영등포08번: 영등포푸르지오후문 - 영등포역 - 영등포동.영등포푸르지오아파트 - 대우미래사랑 - 도림교회 → 도림동주민센터 → 대림동 코오롱아파트 → 신도림역